# Harry Gabriel Hamlet
Harry Gabriel Hamlet, ameriški admiral, * 27. avgust 1874, Eastport, Maine, † 24. januar 1954.